# Cover Drive
I Cover Drive sono un quartetto Rhythm and blues, formatosi a Barbados nel 2010 composto da Amanda Reifer,  "T-Ray" Armstrong, Barry "Bar-Man" Hill e Jamar Harding. La band firmò con la casa discografica Global Talent, una divisione della Polydor Records. La band ottenne il suo primo successo durante con una performance durante il The Loud Tour di Rihanna.

## Membri
- Amanda Reifer (nata il 17 marzo 1991) - voce solista
- Barry Hill  " Bar-Man" (nato il 25 dicembre 1988) - tastiere, chitarra
- Jamar Harding (nato il 31 maggio 1993) - basso
- Thomas Ray Armstrong "T-Ray" (nato il 9 agosto 1993) - batteria, percussioni, coro

## Carriera

### Formazione
La band si formò nel loro paese di origine Barbados. Hanno tutti un'età compresa tra i 18 e i 22 anni. Amanda incontrò T-Ray quando essa diventò la sua babysitter, T-ray era nello stesso anno di Jamar a scuola nonostante loro non frequentassero la stessa scuola, Amanda incontrò Bar-Man al college.

### Carriera Musicale

#### 2011 scalata alla popolarità e debutto dell'album
Dopo che la band firmò con la Polydor Records, la band iniziò a scrivere e registrare materiale per il proprio album, durante questo periodo incontrarono un produttore statunitense J.R. Rotem che produsse il loro singolo di debutto Lick Ya Down che fu pubblicato il 28 agosto 2011. La canzone arrivò 9a nella classifica Official Singles Chart e 3a nella classifica UK R&B Singles Chart.
Un po' di tempo dopo pubblicarono il loro secondo singolo Twilight il 22 gennaio 2012, fu il primo singolo nella classifica di Irlanda debuttando alla 40ª posizione. La canzone arrivò 1a nella classifica del Regno Unito in iTunes non molte ore dopo la sua pubblicazione. La canzone fu prodotta da Quiz & Larossi. Il 29 gennaio 2012, la canzone arrivò prima nella classifica del Regno Unito per una settimana fino al 4 febbraio 2012. La band conferma che il loro album di debutto si chiamerà Bajan Style, descrivendo che sarebbe stato come una "festa in spiaggia alle Barbados" e verrà pubblicato il 7 maggio 2012. Il 3o singolo estratto dal loro album si chiamerà Sparks e sarà pubblicato il 29 aprile 2012. Il debutto nelle radio fu nella The Hits Radio.

## Discografia

### Album
| Titolo      | Dettagli                                                                                             |
| ----------- | --- |
| Bajan Style | - Data di pubblicazione: 7 maggio 2012 - Etichetta: Polydor Records - Formati: CD, Download digitale |

### Singoli
| Titolo       | Anno | Posizione massima | Posizione massima | Posizione massima | Album       |
| Titolo       | Anno | UK                | IRE               | SCO               | Album       |
| ------------ | ---- | ----------------- | ----------------- | ----------------- | ----------- |
| Lick Ya Down | 2011 | 9                 | —                 | 11                | Bajan Style |
| Twilight     | 2012 | 1                 | 30                | 3                 | Bajan Style |
| Sparks       | 2012 | 4                 | 29                | 5                 | Bajan Style |